# Calamus albidus
Calamus albidus är en enhjärtbladig växtart som beskrevs av L.X.Guo och Andrew James Henderson. Calamus albidus ingår i släktet Calamus och familjen Arecaceae. Inga underarter finns listade i Catalogue of Life.